# レイチェル・ポートマン
レイチェル・ポートマン（Rachel Portman、1960年12月11日 - ）は、イギリス・イングランド・サリー州ハスルミア出身の作曲家。オックスフォード大学のウスター・カレッジで学んだ。
1997年に『Emma エマ』で女性として初のアカデミー賞の作曲賞を受賞する。それ以後は、特にラッセ・ハルストレム監督との仕事で高い評価を得ており、『ショコラ』と『サイダーハウス・ルール』でもアカデミー賞の候補になっている。
1995年にプロデューサーで、ルキノ・ヴィスコンティの大甥に当たる ウベルト・パゾリーニ と結婚し、子供が2人いる。

## 主なフィルモグラフィ
- 『ストーリーテラー』 - The Storyteller (1985年)
- 『ライフ・イズ・スイート』 - Life Is Sweet (1990年)
- 『天使も許さぬ恋ゆえに』 - Where Angels Fear to Tread (1991年)
- 『迷子の大人たち』 - Used People (1992年)
- 『哀愁のメモワール』 - Ethan Frome (1993年)
- 『妹の恋人』 - Benny & Joon (1993年)
- 『ジョイ・ラック・クラブ』 - The Joy Luck Club (1993年)
- 『草原とボタン』 - War of the Buttons (1994年)
- 『泉のセイレーン』 - Sirens (1994年)
- 『オンリー・ユー』 - Only You (1994年)
- 『ケロッグ博士』 - The Road to Wellville (1994年)
- 『恋する放火犯（パイロマニア）』 - A Pyromaniac's Love Story (1995年)
- 『スモーク』 - Smoke (1995年)
- 『パルーカヴィル』 - Palookaville (1995年)
- 『3人のエンジェル』 - To Wong Foo Thanks for Everything, Julie Newmar (1995年)
- 『Emma エマ』 - Emma (1996年)
- 『ピノキオ』 - The Adventures of Pinocchio (1996年)
- 『マイ・ルーム』 - Marvin's Room (1996年)
- 『恋におぼれて』 - Addicted to Love (1997年)
- 『100万回のウィンク』 - Home Fries (1998年)
- 『愛されし者』 - Beloved (1998年)
- 『カーラの結婚宣言』 - The Other Sister (1999年)
- 『ボクと空と麦畑』 - Ratcatcher (1999年)
- 『サイダーハウス・ルール』 - The Cider House Rules (1999年)
- 『クローサー・ユー・ゲット』 - The Closer You Get (2000年)
- 『バガー・ヴァンスの伝説』 - The Legend of Bagger Vance (2000年)
- 『ショコラ』 - Chocolat (2000年)
- 『帽子を脱いだナポレオン』 - The Emperor's New Clothes (2001年)
- 『ジャスティス』 - Hart's War (2002年)
- 『シャレード』 - The Truth About Charlie (2002年)
- 『ディケンズのニコラス・ニックルビー』 - Nicholas Nickleby (2002年)
- 『白いカラス』 - The Human Stain (2003年)
- 『モナリザ・スマイル』 - Mona Lisa Smile (2003年)
- 『クライシス・オブ・アメリカ』 - The Manchurian Candidate (2004年)
- 『きいてほしいの、あたしのこと -ウィン・ディキシーのいた夏』 - Because of Winn-Dixie  (2005年)
- 『オリバー・ツイスト』 - Oliver Twist (2005年)
- 『イルマーレ』 - The Lake House (2006年)
- 『ある公爵夫人の生涯』 - The Duchess (2008年)
- 『わたしを離さないで』 - Never Let Me Go (2010年)
- 『ワン・デイ 23年のラブストーリー』 - One Day (2011年)
- 『君への誓い』 - The Vow (2012年)
- 『ベラミ 愛を弄ぶ男』 - Bel Ami (2012年)
- 『おみおくりの作法』 - Still Life (2013年)
- 『ベル ある伯爵令嬢の恋』 - Belle (2013年)
- 『イルカと少年2』 - Dolphin Tale 2 (2014年)
- 『BESSIE/ブルースの女王』 - Bessie (2015年)
- 『レッド・エージェント 愛の亡命』 - Despite the Falling Snow (2016年)
- 『人生はシネマティック!』 - Their Finest (2016年)
- 『栄光のランナー/1936ベルリン』 - Race (2016年)
- 『僕のワンダフル・ライフ』 - A Dog's Purpose (2017年)
- 『すばらしき映画音楽たち』 - Score: A Film Music Documentary (2017年) ※ドキュメンタリー映画。出演
- 『フェアリー・ゴッドマザー』 - Godmothered (2020年)